# Gérard Anzia
Gérard Anzia, né le 6 novembre 1966 à Luxembourg-Ville (Luxembourg), est un professeur-ingénieur et homme politique luxembourgeois, membre du parti Les Verts (déi gréng).

## Biographie

### Études et formations
Il a fait ses études d’ingénieur à l’Université libre de Bruxelles. Il devient ensuite enseignant d'électrotechnique à l'Atert-Lycée Redange.

### Activités professionnelles
Ingénieur, responsable d'un secteur de production de 1991 à 1992, il est chargé de cours en tant que stagiaire de 1992 à 1994 puis, professeur-ingénieur de 1994 à 2014.
Il est également président du Syndicat intercommunal du Centre pour la conservation de la nature (SICONA-Centre) et du Réidener Energieatelier.

### Carrière politique
Depuis 1997, Gérard Anzia est membre du parti Les Verts. En octobre 2005, il intègre le conseil communal de Useldange et, à partir de novembre 2011, il y exerce la fonction d’échevin.
Gérard Anzia est candidat malheureux sur la liste écologique à l'occasion des élections législatives du 20 octobre 2013. En juillet 2014, il devient député en remplacement de Christiane Wickler.

### Prises de position
Gérard Anzia s’engage surtout dans la bataille contre le changement climatique, la croissance de la consommation énergétique et les faibles ressources énergétiques.